# Javakriget

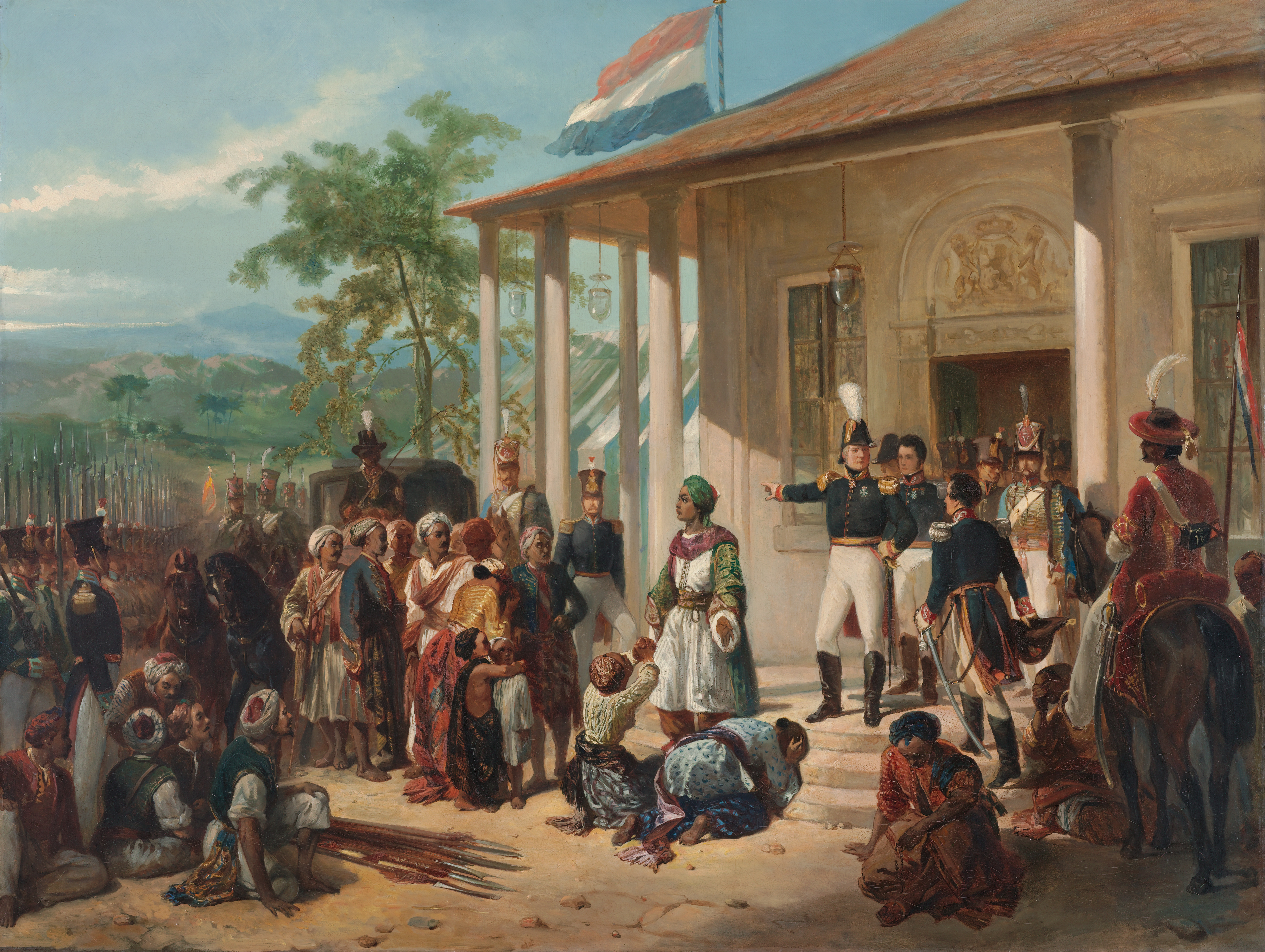
Diponegoro och General De Kock.

Javakriget var krig på Java i Indonesien 1825–1830. Det startade som ett uppror av prins Diponegoro. Diponegoro hade tidigare samarbete med nederländarna. Konflikten startade då nederländarna beslöt att bygga en väg genom Diponegoros ägor där hans föräldrar låg begravda. Det fanns även andra orsaker där aristokratin på Java satte sig emot nederländarnas målsättning att begränsa hur mycket mark för hyras ut för. Diponegoro ansågs heller inte vara arvinge till tronen av nederländarna.
Diponegoro var framgångsrik vid krigets början och tog kontroll över delar av Java. Efterhand kunde den nederländska koloniala armén, Koninklijk Nederlands-Indisch Leger, slå tillbaka under ledning av General de Kock. Ett gerillakrig tog vid fram till 1830 då prins Diponegoro fångades och landsförvisades. Kriget hade kostat Nederländerna stora resurser men ledde även till att landet kunde ta kontroll över Java och tjäna stora summor på export av grödor.